# Ambassade de Guinée aux Émirats arabes unis
L'ambassade de Guinée aux Émirats arabes unis est la mission diplomatique officielle de la république de Guinée aux Émirats arabes unis, située à Abu Dhabi.

## Liste des ambassadeurs
| N° | Nom et prénoms        | titre de fonction | Début            | Fin      |
| -- | --------------------- | ----------------- | ---------------- | -------- |
| 01 | Sékou Chérifkè Camara | ambassadeur       | 25 novembre 2023 | En cours |